# Crollalanza (famiglia)
Crollalanza, nobile famiglia italiana.

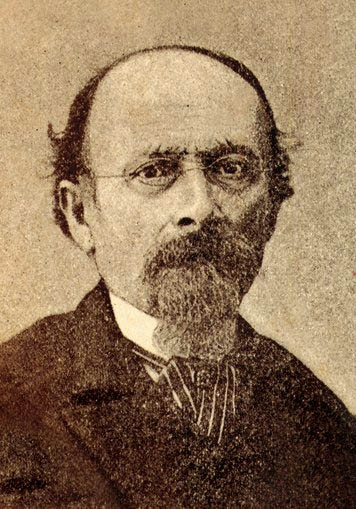
Giovan Battista di Crollalanza

## Storia
Si ha notizia di un Giovanni Alboino, considerato capostipite della casata, che seguì Corrado III di Svevia alla seconda Crociata. La famiglia, originaria di Milano, nel 1112 si trasferì a Piuro da dove fiorirono diversi rami in Italia e all'estero: Piacenza, Sicilia, Genova, Borgogna, Stiria e Tirolo. Più tardi si stabilirono anche a Fermo e a Pisa.
L'imperatore Carlo V concesse ai Crollalanza di Piuro il titolo di nobiltà, confermato in seguito da Ferdinando II d'Asburgo nel 1629 e da Leopoldo I nel 1663, che li creò Cavalieri ereditari dell'Impero.

## Esponenti illustri
- Odone di Crollalanza (XIII secolo), uomo d'armi
- Pietro Bonaventura di Crollalanza (XVII secolo), segretario dell'imperatore Leopoldo I
- Giovanni Antonio di Crollalanza (?-1683), professore ordinario a Ingolstadt nel 1641
- Giuseppe Ignazio di Crollalanza (1729-1779), gesuita e insegnante
- Giovan Battista di Crollalanza (1819-1892), genealogista e araldista
- Goffredo di Crollalanza (1855-1905), genealogista e araldista
- Aldo di Crollalanza (1883-?), genealogista e araldista
- Araldo di Crollalanza (1892-1986), giornalista